# Patricio Montojo y Pasarón
Patricio Montojo i Pasarón (Ferrol, La Corunya, 7 de setembre de 1839 - Madrid, 30 de setembre de 1917) va ser un almirall de la Marina espanyola. Membre d'una de les sagues de marins més importants dels segles XIX i XX. Cèlebre per la seva participació a la batalla de Cavite el 1898, decisiva en la guerra hispano-estatunidenca.
Era fill de Patricio Montojo i Albizu i de María Josefa Pérez-Pasarón i Rodríguez-Trelles.

## Biografia
Nascut a Ferrol, Galícia, Montojo va estudiar a l'Escola Naval de Cadis, on va obtenir el títol de Guardiamarina el 1855. Cap al 1860 va arribar a ser subtinent i va lluitar contra els Moros de Mindanao a les Filipines abans de tornar a Espanya el 1864. Montojo va participar en el combat d'Abtao i en la batalla del Callao sota les ordres de l'Almirall Casto Méndez Núñez contra el Perú. Va ser ascendit al rang de capità de navili en 1873. Els seus nous deures van incloure el comandar diversos navilis de guerra a l'Estació naval de l'Havana, així com els del Riu de la Plata.
Montojo va tornar a les Filipines de nou com a Contraalmirall, servint com a comandant general de totes les estacions navals de les Filipines. En esclatar la guerra hispano-nord-americana, Montojo va estar al comandament de l'esquadra espanyola que va ser destruïda per l'Esquadró asiàtic dels Estats Units a la batalla de Cavite, l'1 de maig de 1898. Montojo va resultar ferit en aquesta batalla, en què un dels seus fills també hi va participar.
Les forces navals nord-americanes, sota les ordres del comodor George Dewey, van vèncer la Flota Espanyola del Pacífic a la badia de Manila, com ja havia anticipat Montojo que passaria, on la majoria de les naus espanyoles van ser enfonsades o obligades a rendir-se. Montojo, per contrarestar el poc abast dels canons dels vaixells espanyols, va ordenar treure de l'aigua algunes naus i omplir els canons de metralla pesant per aconseguir així multiplicar l'efecte dels trets. Expliquen les cròniques de l'època que en veure Montojo la imminència del fracàs a la batalla, va fer cremar i enfonsar la resta de les naus que encara es trobaven a la superfície per impedir que fossin apressades pels americans.
Al setembre de 1898, Montojo va ser rellevat dels seus deures i se li va ordenar comparèixer davant el Tribunal Militar suprem a Madrid l'1 de novembre de 1898. Al març de 1899 va ser jutjat, empresonat i més tard absolt. Entre els seus molts defensors al consell de guerra es trobava el que fos el seu enemic, l'almirall George Dewey. Tot i això, i malgrat la seva absolució, va ser donat de baixa de la Força Naval Espanyola. Montojo havia fer saber al Govern diverses vegades el precari estat de la seva flota, sense rebre resposta en cap de les ocasions.
El Comandant americà George Dewey va arribar a reconèixer Montojo que, malgrat l'antiguitat dels vaixells espanyols, va saber defensar-se molt bé amb els pocs mitjans de què disposava.
Gran part de la seva descendència, en qualsevol de les seves branques, ha seguit la tradició familiar, arribant a haver-hi grans marins i oficials de terra rellevants en diferents èpoques de la història d'Espanya. Actualment els descendents de l'almirall George Dewey i els de l'almirall Montojo que segueixen amb la tradició militar de les seves famílies continuen mantenint el tracte amistós que establiren els seus avantpassats.
Montojo es va casar tres cops. La primera, amb María Martínez de Valdivieso, la segona, amb María Martínez i Viñalet –sense descendència– i la tercera, amb Carmen Alemán.

## Telegrama de l'Almirall Montojo
Text del comunicat telegràfic que l'almirall Montojo va enviar al ministre de Marina, Bermejo, on dona compte de la derrota naval de les Filipines:
| «                                                              | Tinc el sentiment de posar en el coneixement de V. E. que l'Esquadra de les Filipines ha estat destruïda per l'americana. Ahir a la mitjanit, va aconseguir forçar el port sostenint foc amb les bateries d'entrada. Abans de l'alba es va presentar en línia l'esquadra enemiga composta de vuit vaixells. A dos quarts de set va incendiar proa «Reina Cristina», poc després la popa i trencat el servomotor, vaig transbordar amb el meu Estat Major al «Cuba». A les vuit, incendiat completament «Cristina», igualment «Castella»; altres vaixells avariats, refugiats ensenada Bacoor, va caldre anar fent-los fora per evitar caiguessin en poder enemic. A aquest va demanar-li comandant general de l'Arsenal cessés bombardeig; va posar condició cremar els vaixells; em va consultar i vaig acceptar per evitar més pèrdues de vides i edificis. Es calcula que les pèrdues pujaran a unes 400 baixes; morts Capità de Navili Cadarso, capellà Novo i uns altres. Ha estat un desastre que lamento profundament. Ho vaig presentar i vaig anunciar sempre per la manca absoluta de forces i recursos. | » |
| — Manila, a primer de maig de 1898. Patricio Montojo i Pasarón | |   |